# Biq‘at Ẕin
Biq‘at Ẕin (hebreiska: בקעת צין, Bik‘at Tsin) är en slätt i Israel.   Den ligger i distriktet Södra distriktet, i den södra delen av landet.